# 1186. grenadirski polk (Wehrmacht)
1186. grenadirski polk (izvirno nemško 1186. Grenadier-Regiment; kratica 1186. GR) je bil pehotni polk Heera v času druge svetovne vojne.

## Zgodovina
Polk je bil ustanovljen 26. avgusta 1944 kot sestavni del 576. ljudskogrenadirske divizije; še v času oblikovanja so polk preimenovali v 977. grenadirski polk.